# Edmund Berezowski

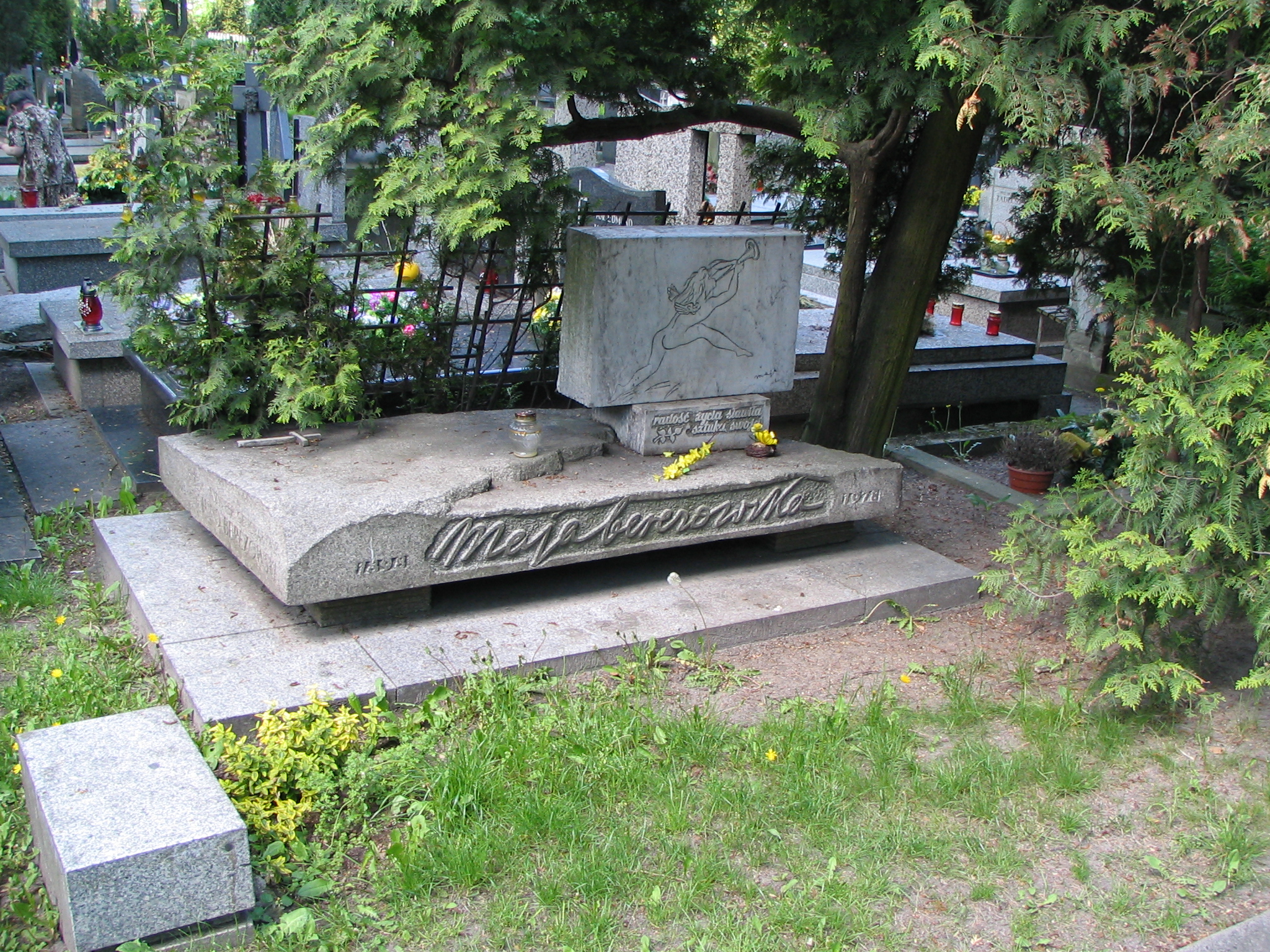
Grób Marii i Edmunda Berezowskich na Cmentarzu Wojskowym na Powązkach (2008)

Edmund Berezowski (ur. 25 listopada 1861 w Stawiszczach, zm. 30 lipca 1924 w Warszawie) – tytularny generał brygady Wojska Polskiego, inżynier.

## Życiorys
Urodził się 25 listopada 1861 w Stawiszczach, w rodzinie Juliana i Rozalii z Mikoszów. Uczył się i złożył maturę w Szkole Realnej w Białej Cerkwi.
1 grudnia 1879 wstąpił do 2 Konstantynowskiej Szkoły Wojskowej w Petersburgu. 1 sierpnia 1881 rozpoczął zawodową służbę w wojskach saperskich. 1 września 1884 rozpoczął studia w Nikołajewskiej Akademii Inżynieryjnej w Petersburgu. Do 31 grudnia 1917 pełnił służbę w wojskach kolejowych. Między innymi uczestniczył w budowie kolei transsyberyjskiej. W czasie służby w armii rosyjskiej awansował na kolejne stopnie: chorążego – 1881, porucznika – 1885, kapitana – 1892 i podpułkownika – 1900.
Od 20 maja 1918 do 20 kwietnia 1920 zatrudniony był przy budowie kolei południowo-zachodniej w Rosji. Po powrocie do kraju został urzędnikiem cywilnym–szefem sekcji drogowej w Wołyńskiej Dyrekcji Okręgowej Kolei Żelaznej.

## Służba w Wojsku Polskim
1 marca 1921 mianowany został urzędnikiem wojskowym VIII rangi i powołany do służby czynnej w Wojsku Polskim. Otrzymał przydział do Departamentu VIII Budownictwa Ministerstwa Spraw Wojskowych w  Warszawie. 27 czerwca 1921 przeniesiony został do Dowództwa Okręgu Generalnego „Białystok” na stanowisko szefa działu Budownictwa i Kwaterunku.
W październiku 1921 został przemianowany na oficera zawodowego, w stopniu pułkownika, w korpusie oficerów inżynierii i saperów. 3 maja 1922 został zweryfikowany w stopniu pułkownika ze starszeństwem od 1 czerwca 1919 i 11. lokatą w korpusie oficerów inżynierii i saperów. W listopadzie 1922 zatwierdzony został na stanowisku szefa Inżynierii i Saperów Dowództwa Okręgu Korpusu Nr IV w Łodzi. Przed przeniesieniem w stan spoczynku pozostawał na ewidencji 3 pułku saperów wileńskich w Wilnie.
Dekretem Prezydenta RP z 12 sierpnia 1923 został przeniesiony z dniem 31 października 1923 w stały stan spoczynku, w stopniu tytularnego generała brygady, z powodu przekroczonego wieku w myśl § 72 pragmatyki oficerskiej. Zmarł 30 lipca 1924 w Warszawie. Pochowany na Cmentarzu Wojskowym na Powązkach w Warszawie (kwatera 12A-10-1). 
Był żonaty z Janiną Przecławską, z którą miał dwie córki: Eleonorę (1890) i Marię „Maję” (1898-1978).